# Chiswick
Chiswick /ˈtʃɪzɪ-k/ é um distrito de Londres localizado no borough de Hounslow. Fica a 9,5 quilômetros a oeste de Charing Cross.